# الشيهم (رواية)
الشيهم (بالإنجليزية: The Porcupine)‏ هي رواية للكاتب الإنجليزي جوليان بارنز، نشرت عام 1992، عن دار نشر جوناثان كيب.